# Следите остават
„Следите остават“ е български игрален филм (детски, приключенски) от 1956 година на режисьора Петър Б. Василев. Сценарият е на Павел Вежинов и представлява адаптация на неговия едноименен роман. Оператор е Бончо Карастоянов. Музиката във филма е композирана от Парашкев Хаджиев.
Сюжетът на „Следите остават“ се вписва в пропагандната линия на комунистическия режим в средата на 50-те години — група деца проявяват бдителност и разкриват нелегална опозиционна група, която подготвя терористичен акт. След завършването на филма учениците са водени организирано да го гледат и в училищата са провеждани специални обсъждания.

## Сюжет
Група деца, прекарващи ваканцията на улицата, случайно откриват ключ, който връщат на притежателя му — Тороманов (Никола Узунов). Неговото поведение им се вижда подозрително и Пешо (Красимир Медарев), Веско (Стефан Данаилов), Чарли (Георги Наумов), Юлия (Вера Драгостинова) и Бебо (Валентин Василев) започват да го следят. Те установяват, че Тороманов често посещава една кооперация, в която оставя хранителни продукти. С помощта на живеещата там Живка (Мики Чернева) те разбират, че той ходи в апартамент, който трябва да е празен, тъй като собствениците му са на продължителна почивка.
През една нощ Пешо се опитва да проникне в апартамента и е заловен от укриващи се там трима „диверсанти“. Юлия го проследява и след като той не излиза от сградата, съобщава за това на Държавна сигурност. Полковник Филипов (Любомир Кирилов) освобождава оставения в апартамента Пешо, но „диверсантите“ са избягали. Въпреки това, благодарение на водения от децата дневник на проследяването на Тороманов, става ясно, че те готвят терористичен атентат в мина „Зелен бор“. Полковник Филипов и Пешо заминават за мина „Зелен бор“ и с помощта на местни сътрудници на Държавна сигурност залавят в близкото село „диверсантите“, един от които е убит.
В епилога децата празнуват рождения ден на Юлия и се разхождат с песни из парка.

## Продукция
„Следите остават“ е дебютният филм на режисьора Петър Б. Василев и на сценариста Павел Вежинов (наред със снимания по същото време „Това се случи на улицата“), както и за повечето участващи в него деца. Сред тях са Стефан Данаилов и Георги Наумов, които по-късно имат успешна актьорска кариера.
Снимките на филма продължават необичайно дълго — от юни 1955 до лятото на 1956 година, което създава известни проблеми с промяната на външния вид на децата. По тази причина във филма се виждат портрети на диктатора Вълко Червенков, който изпада в немилост половин година преди премиерата.
Музиката във филма се изпълнява от симфоничния оркестър на кинематографията с диригент Васил Стефанов.

## Състав

### Актьорски състав
| Роля                 | Изпълнител                          |
| -------------------- | ----------------------------------- |
| Пешо                 | Красимир Медарев                    |
| Юлия                 | Вера Драгостинова                   |
| Веско                | Стефан Данаилов                     |
| Чарли                | Георги Наумов                       |
| Бебо                 | Валентин Василев                    |
| Живка                | Мики Чернева                        |
| Италианчето          | Марио Сабиази                       |
| Дончо                | Гриша Бояджиев                      |
| Червенокосият        | Сашо Александров                    |
| полковник Филипов    | Любомир Кирилов                     |
| капитан Наумов       | Иван Комитов                        |
| Тороманов            | Никола Узунов                       |
| Тороманова           | Таня Икономова                      |
| бащата на Пешо       | Желчо Мандаджиев                    |
| майката на Пешо      | Пенка Мандаджиева                   |
| бащата на Юлия       | Андрей Чапразов                     |
| майката на Юлия      | Валентина Борисова                  |
| бащата на Бебо       | Борис Сарафов                       |
| майката на Бебо      | Лили Попиванова                     |
| зъболекаря           | Любомир Бобчевски /заслужил артист/ |
| Диверсанти           |                                     |
| шеф                  | Ганчо Ганчев                        |
| радист               | Пенчо Петров                        |
| диверсант            | Михаил Коцев                        |
| шофьор               | Никола Караджов                     |
| ятак                 | Иван Стефанов                       |
|                      | В епизодите                         |
| бай Ламби            | Герасим Младенов                    |
| директорът на мината | Стефан Петров                       |
|                      | Надя Вакъвчиева                     |
|                      | Георги Георгиев                     |
| войник               | Димитър Бочев                       |
|                      | Александър Христов                  |
|                      | Начко Абаджиев                      |
|                      | Петко Иванчев                       |
|                      | Васко Константинов                  |

### Творчески и технически екип
| Сценарий                                                                    | Павел Вежинов |
| Режисьори                                                                   | Режисьор-постановчик: Петър Б. Василев Втори режисьор: Яким Якимов Асистент-режисьор: Христо Бучуков Помощник режисьори: Михаил Лазаров Дора Тодорова |
| Оператори                                                                   | Главен оператор: Бончо Карастоянов оператори: Илия Балсамаджиев Сава Бояджиев Ненчо Червенков                                                         |
| Художници                                                                   | Художник-постановчик: Ценко Бояджиев Художник по костюмите: Мария Сотирова Втори художник: Коста Костов                                               |
| Музика                                                                      | Парашкев Хаджиев |
| Звукооператор                                                               | Кирил Попов |
| Монтаж                                                                      | Катя Василева |
| Грим                                                                        | Стоил Митев |
| Комбинирани снимки:                                                         | Оператор: Богомил Петков Художник: Минчо Минчев |
| Музиката изпълнява симфоничният оркестър при управление на кинематографията | Диригент: Васил Стефанов |
| Директор на филма                                                           | Дончо Тодоров |
| Производство                                                                | Българска кинематография Студия за игрални филми „София“ /Copyright © 1956/                                                                           |